# Club Atlético Tiro Federal Argentino
Il Club Atlético Tiro Federal Argentino, o semplicemente Tiro Federal, è una società calcistica argentina con sede nella città di Rosario, nella provincia di Santa Fe. Milita nel Torneo Argentino A, la terza serie del calcio argentino e disputa le sue partite interne presso lo stadio Fortín de Ludueña.

## Storia
Il club fu fondato il 29 marzo 1905, e nella prima fase della sua storia militò in una divisione amatoriale della città di Rosario, in cui prevalse nel 1920, nel 1925 e nel 1926. Nel 1944 entrò a far parte dell'AFA, la federazione calcistica argentina. Nel 1962 il Tiro Federal ritirò la squadra a 12 partite dal termine della stagione e fu espulso dalla federazione. Per un breve periodo di tempo tornò a giocare nella divisione locale di Rosario, da cui però fu costretto a ritirarsi a causa di problemi finanziari.
La svolta si ebbe quando un uomo d'affari locale, Carlos Dávola, assunse il controllo del club alla fine degli anni '90, con progetti molto ambiziosi. Nel 1998-1999 partecipò al Torneo Argentino B (divisione regionale della quarta serie argentina), classificandosi al secondo posto e ottenendo l'accesso al Torneo Argentino A.
Dopo aver vinto il Clausura 2003 del Torneo Argentino A, il Tiro Federal fu promosso in Primera B Nacional, la seconda serie argentina. La stagione successiva vinse l'Apertura 2004, facendosi un meraviglioso regalo per il suo 100º compleanno: il diritto di giocare in Primera División.
L'esperienza nella massima serie argentina, tuttavia, durò una sola stagione: al termine del campionato 2005-2006, infatti, il Tiro Federal, classificatosi all'ultimo posto, fu retrocesso in Primera B Nacional. Nel 2011 retrocede nel Torneo Argentino A.

## Palmarès

### Competizioni nazionali
- Copa Ibarguren: 1

1920
- Primera Amateur: 1

1951
- Torneo Argentino A: 1

Clasura 2003
- Primera B Nacional: 1

Apertura 2004

### Competizioni regionali
- Copa Intendente Nicasio Vila: 3

1920, 1925, 1926

## Rose delle stagioni precedenti
- 2008-2009